# Elias Ashmole

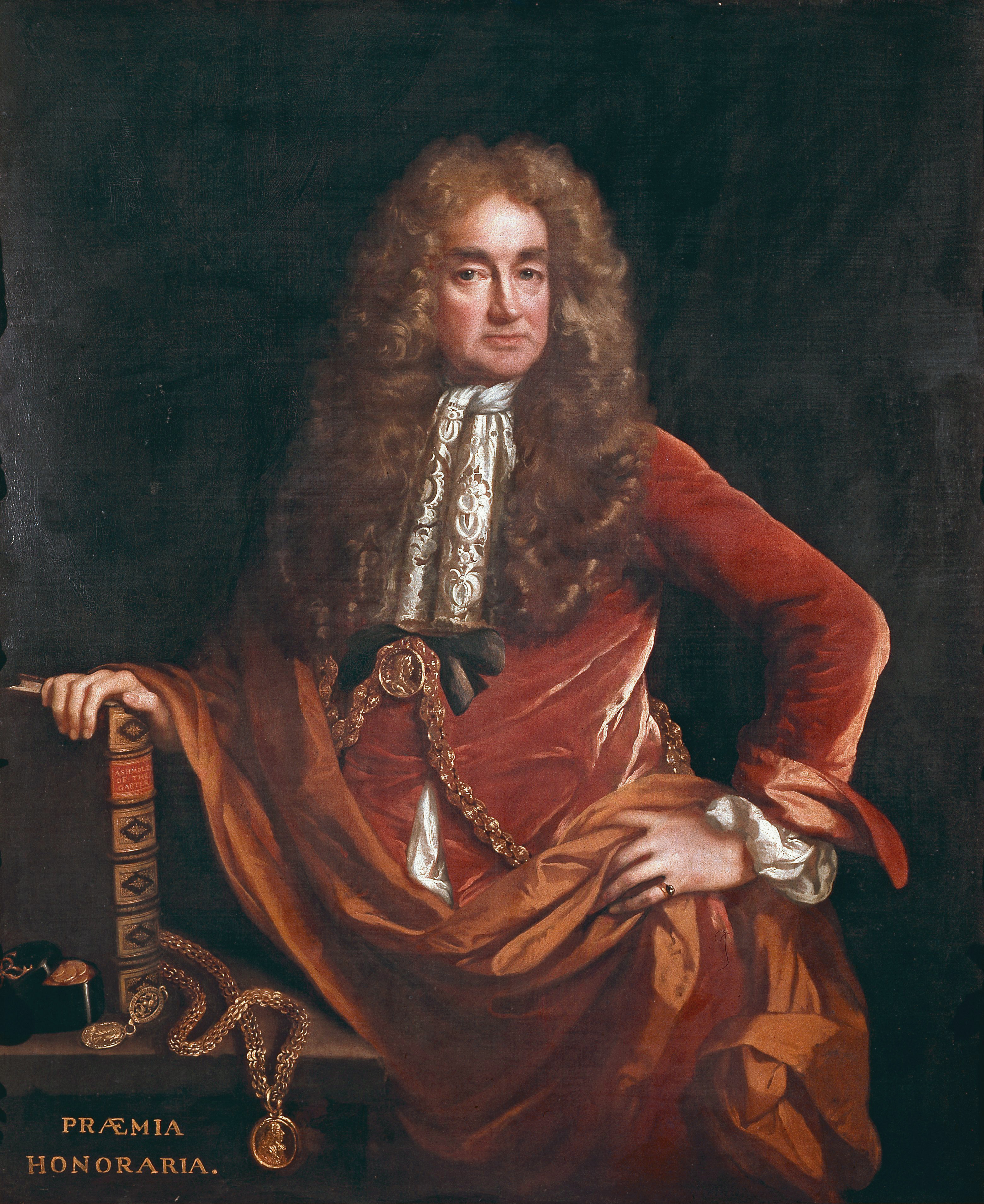
Elias Ashmole, Gemälde von John Riley, um 1683

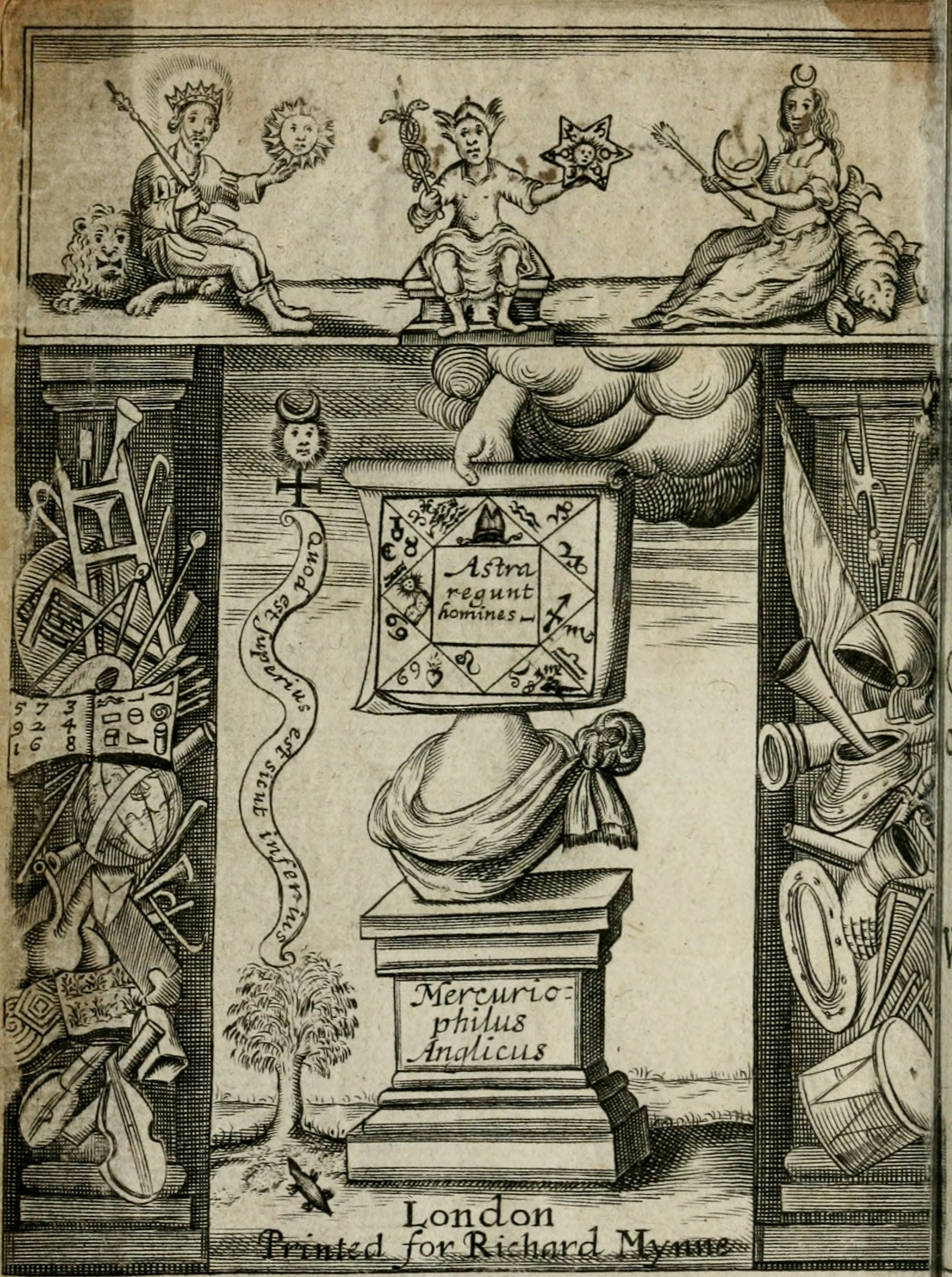
Frontispiz von Fasciculus chemicus or Chymical collections (1650) mit der Selbstbetitelung als „Mercuriophilus Anglicus“

Elias Ashmole (* 23. Mai 1617 in Lichfield, Staffordshire, England; † 18. oder 19. Mai 1692 in South Lambeth bei London) war Alchemist und Antiquar.

## Leben und Wirken
Ashmole war das einzige Kind von Simon Ashmole († 1634), einem Sattler, und dessen Frau Anne Bowyer († 1646). Seine erste Ausbildung erhielt er an der Lichfield Grammar School.
1633 ging Ashmole als Begleitung der Söhne eines entfernten Verwandten seiner Mutter, James Pagit, einem Beamten des Court of Exchequer, nach London. Am 27. März 1638 heiratete er Elianor Manwaring (1603–1641) aus Smallwood. Im selben Jahr begann er als Rechtsanwalt zu praktizieren.
Aus Ashmoles Tagebüchern ist bekannt, dass er am 16. Oktober 1646 mit Oberst Henry Mainwaring aus dem Hamlet Kermincham in Swettebham, einem Verwandten seiner ersten Frau, Mitglied einer Freimaurerloge in Warrington (Lancashire) wurde.
1647 erscheinen Übersetzungen zweier prophetischer Schriften in Lillys The Worlds Catastrophe.
Während der 1650er Jahre beschäftigte sich Ashmole mit Alchemie. Unter dem Pseudonym James Hasolle (ein Anagramm seines Namens) veröffentlichte er 1650 unter dem Titel Fasciculus chemicus or Chymical collections eine Übersetzung der Schriften von Arthur Dees Fasciculus chemicus (1629) und Jean D’Espagnets Arcanurn hermeticae philosophicte (1623). Sein 1652 veröffentlichtes Theatrum Chemicum Britannicum, eine Sammlung alchemistischer Gedichte in englischer Sprache, gilt als sein Meisterwerk und wurde in alchemistischen Kreisen hoch geschätzt. Sein Alchemisten-Beiname war „Mercuriophilus anglicus“.

## Ehrungen
Am 20. Mai 1663 wurde Ashmole als Mitglied („Original Fellow“) in die Royal Society gewählt. Das Ashmolean Museum ist nach im benannt. 

## Schriften (Auswahl)
- The worlds catastrophe, or, The miraculous changes, and alterations […] in the several kingdoms, and common-wealths of Europe […]. In: William Lilly: The world’s catastrophe, or Europes many mutations untill 1666 […]. London 1647 (Volltext) – Übersetzung von Giovanni Francesco Spinas De mundi catastrophe (1625).
- A Prophecie of Ambrose Merlin[…]. In: William Lilly: The world’s catastrophe, or Europes many mutations untill 1666 […]. London 1647 (Volltext) – Übersetzung aus Geoffrey von Monmouth’ Historia regum Britanniae.
- Fasciculus chemicus or Chymical collections […]. London 1650 (Volltext, Digitalisat) – Übersetzung zweier Schriften unter dem Pseudonym James Hasolle.
- Theatrum chemicum Britannicum […]. London 1652 (Volltext, Digitalisat).
- The way to bliss. In three books. London 1658 (Volltext, Digitalisat).
- Sol in ascendente, or, The glorious appearance of Charles the Second, upon the horizon of London, in her horoscopicall sign, Gemini. London 1660 (Volltext, Digitalisat).
- A catalogue of the peers of the kingdom of England, according to their birth and creations. London 1661 (Volltext, Digitalisat).
- A brief narrative of His Majestie’s solemn coronation […]. In: John Ogilby: The entertainment of His Most Excellent Majestie Charles II, in his passage through the city of London to his coronation […]. London 1662 (Volltext, Digitalisat).
- The institution, laws & ceremonies of the most noble Order of the Garter. London 1672 (Volltext, Digitalisat).

postum?
- The history of the most noble Order of the Garter. Wherein is set forth an account of the town, castle, chappel, and college of Windsor; … To which is prefix'd, a discourse of knighthood in general, …. London 1715 (Volltext, Digitalisat Digitalisat).
- Memoirs of the life of that learned antiquary, Elias Ashmole, Esq; drawn up by himself by way of diary. With an appendix of original letters. 1717 (Digitalisat).
- The history and antiquities of Berkshire. With a large appendix … ; To which will be added the life of the author. 1736 (Digitalisat).
- The entire ceremonies of the coronations of His Majesty King Charles II. and of her Majesty Queen Mary, Consort to James II. As published by those learned heralds Ashmole and Sandford. With the prayers at full length. To which is prefix'd, an introduction historical and critical; likewise an appendix, containing many curious particulars. 1761 (Digitalisat).
- The lives of those eminent antiquaries Elias Ashmole, Esquire, and Mr. William Lilly, written by themselves; containing, first, William Lilly's History of his life and times, with notes, by Mr. Ashmole: secondly, Lilly's life and death of Charles the First. 1774 (Digitalisat).
- Walter C. Metcalfe: (Hrsg.): The visitation of Berkshire, 1664–6. Exeter 1882 (Digitalisat, Digitalisat).